# Henschel KK16
Der Typ Henschel KK16 ist eine Baureihe von sechsachsigen dieselelektrischen Lokomotiven, die die Firma Henschel 1957 an die Ägyptischen Staatsbahnen Egyptian National Railways (ENR) lieferte.

## Geschichte und Beschreibung
Die KK16 entstand unter Verwendung von Lizenzen der US-amerikanischen General Motors Electro-Motive Division (GM-EMD). Mit den als „Bulldog nose“ bezeichneten Lokomotivenden, die erstmals bei der EMD E-Serie auftraten, gehört sie wie die Victorian Railways Class B 60 und die NOHAB AA16 zur Familie der EMD F7.
Mit zwei Dieselmotoren und zwei Hauptgeneratoren war die KK16, was ihre Technik betraf, eine verdoppelte EMD G8. Solche Maschinen hatte GM-EMD im Jahr zuvor nach Ägypten geliefert, mit ihnen war die KK16 auch bezüglich der Fernsteuerbarkeit kompatibel. Anders als die G8 wies die KK16 jedoch zwei Endführerstände auf und ähnelte äußerlich der Class B 60 der Victorian Railways.
Die KK16 war für die Beförderung von Erzzügen im Niltal bestimmt. Ihre zwei Achtzylinder-Dieselmotoren des Typs 8-567 CR von EMD mit einer Leistung von jeweils 670 kW lieferten über Generatoren den Strom für vier Elektromotoren. Jene trieben die jeweils äußeren Achsen der beiden dreiachsigen Drehgestelle mit der Achsfolge (A1A)’(A1A)’ an.
Mit ihren übereinander angeordneten Scheinwerfern erinnerten die Fronten stark an ihre US-amerikanischen Vorbilder. Zum Schutz vor Steinschlag waren die Frontfenster mit Schutzgittern versehen.
Insgesamt wurden 13 Maschinen dieses Typs von Henschel gebaut und an die ENR geliefert. Sie hatten die Werksnummern 29532 bis 29544 und erhielten in Ägypten die Betriebsnummern 3101 bis 3113. Die Loks waren grün lackiert und wiesen unterhalb des Lüfterbands zwei parallele, weiß gesäumte rote Zierstreifen auf, die an den Fronten V-förmig nach unten gezogen waren.

## Verbleib
Von den KK16 ist bei den ENR keine Maschine mehr im Einsatz.